# 三条恵美
三条 恵美（さんじょう えみ、7月25日 - ）は、関東地方を拠点に活動している日本のフリーアナウンサー。オフィスケイアール所属。神奈川県相模原市出身。
。

## 出演

### テレビ番組
- 二光お茶の間ショッピング
- がんばれ!!玉ノ井部屋（ケーブルテレビ足立） - リポーター
- ルノーエンジョイドライブ（旅チャンネル） - リポーター
- あだちグルメマップ（ケーブルテレビ足立） - リポーター
- Hi!横濱編集局（テレビ神奈川） - リポーター
- Jタイム（J:COM 相模原） - リポーター
- Hometown 相模原・大和（J:COM 相模原） - リポーター
- オミセノミカタ（ケーブルテレビ足立） - リポーター
- 1230アッと!!ハマランチョ（テレビ神奈川） - リポーター
- トピためっ!（ケーブルテレビ足立） - MC
- Hometown かながわセントラル（J:COM かながわセントラル） - キャスター
- 展示会へ行こう（朝日ニュースター） - リポーター
- 駅なび（J:COMチャンネル） - キャスター
- ワクワク♪買いもの直行便（テレビ東京ほか） - コメンテーター
- スマイルショッピング（テレビ東京ほか） - コメンテーター
- おウチde買いまSHOW

### テレビドラマ
- 愛の劇場 いい女 第11話[5]（TBS、2006年） - キャスター 役[6]。ただし三条本人は所属事務所のブログで、自身の配役は「TVレポーター」だと発言している[5]。
- ヒミツの花園 第8話[7]（関西テレビ、2007年） - リポーター 役

### ラジオ番組
- Happy together（大阪有線） - パーソナリティ
- 泳げ！ラジボラちゃん（かわさきFM） - リポーター
- AIR CRUISE（FMヨコハマ） - 横浜FCオフィシャルリポーター

### ネット配信番組
- YouTube さがつく！S.W（テレビさがみはら） - MC

### ウェブサイト
- NIKKEI NET 日経住宅サーチ（日本経済新聞社） - 「BB REPORT」リポーター
- 野村證券 - webナビゲーター

### ビデオパッケージ
- キリン生茶（キリンビバレッジ） - キャスター
- アットムービー - キャスター